# Convolució de distribucions de probabilitat
La convolució (o producte de convolució) de dues distribucions de probabilitat és una operació entre distribucions de probabilitat que dóna com a resultat una altra distribució de probabilitat. Si ambdues distribucions tenen funció de densitat, aleshores la convolució queda determinada per la convolució ordinària de les funcions de densitat. Quan les distribucions estan concentrades en els nombres enters, llavors és redueix a una convolució discreta  de les funcions de probabilitat. Des del punt de vista de les probabilitats, la propietat essencial de la convolució és que la distribució de la suma de dues variables aleatòries independents és la convolució de les distribucions  de les variables. La convolució és important en Estadística matemàtica, per exemple, en l'estimació de densitats; i en Teoria de la probabilitat  té un paper essencial en l'estudi de les distribucions infinitament divisibles.
Aquest article està dividit en dues parts. A la primera s'estudien la convolució de densitats i la convolució discreta, i a la segona el cas general.

## Convolució de funcions de densitat i convolució discreta

### Convolució de funcions de densitat
Començarem tractant el cas més senzill i important on les dues distribucions de probabilitat tenen funció de densitat. Siguin {\displaystyle f_{1}} i {\displaystyle f_{2}} dues funcions de densitat. Es defineix  la convolució  de  {\displaystyle f_{1}} i {\displaystyle f_{2}}  , que es designa per {\displaystyle f_{1}*f_{2}} , a la funció 
{\displaystyle f_{1}*f_{2}(x)=\int _{-\infty }^{\infty }f_{1}(x-u)f_{2}(u)\,du=\int _{-\infty }^{\infty }f_{2}(x-v)f_{1}(v)\,dv,\quad \quad (1)}que és una funció de densitat. La igualtat entre ambdues integrals s'obté fent el canvi {\displaystyle v=x-u} a la primera integral (la variable {\displaystyle x}  està fixada en aquestes integrals). De fet, en (1) s'hauria d'escriure {\displaystyle (f_{1}*f_{2})(x)}, però per simplificar l'escriptura s'omet el primer parèntesis. De l'expressió (1) es veu que la convolució és commutativa: {\displaystyle f_{1}*f_{2}=f_{2}*f_{1}.}Exemple 1. Siguin   {\displaystyle f_{1}} i {\displaystyle f_{2}} dues densitats uniformes en l'interval [0,1]: {\displaystyle f_{1}(x)=f_{2}(x)={\begin{cases}1,&{\text{si}}\ x\in [0,1],\\\\0,&{\text{altrament}}.\end{cases}}}Vegeu la figura 1. Aleshores, {\displaystyle f_{1}*f_{2}(x)={\begin{cases}x,&{\text{si}}\ x\in [0,1),\\\\2-x,&{\text{si}}\ x\in [1,2],\\\\0,&{\text{altrament}}.\end{cases}}}Vegeu la figura 2. Aquesta densitat  s'anomena densitat triangular.

Figura 1. Funcions de densitat i

Figura 2. Funció de densitat

Convolució i independència
Siguin  {\displaystyle X} i {\displaystyle Y} dues variables aleatòries independents, amb funcions de densitat {\displaystyle f_{X}}  i {\displaystyle f_{Y}}  respectivament. Aleshores la variable aleatòria {\displaystyle X+Y} té funció de densitat {\displaystyle f_{X}*f_{Y}}.
Continuació de l'Exemple 1. Siguin {\displaystyle X} i {\displaystyle Y} dues variables aleatòries independents amb distribució uniforme en l'interval [0,1]. Aleshores {\displaystyle X+Y}  té la distribució triangular que hem vist a l'exemple 1. 
Propietat associativa i potència enèsima de convolució
Siguin {\displaystyle X,\ Y} i {\displaystyle Z} tres variables aleatòries independents, amb densitat. Del fet que {\displaystyle (X+Y)+Z=X+(Y+Z)}  es dedueix que  la convolució és associativa: {\displaystyle (f_{1}*f_{2})*f_{3}=f_{1}*(f_{2}*f_{3}).}Aquesta propietat permet definir sense ambigüitat la potència  enèsima de convolució d'una densitat {\displaystyle f}: {\displaystyle f^{*n}=f*\cdots *f.}També s'escriu  {\displaystyle f^{n*}} .
Exemple 2. Siguin {\displaystyle X_{1},\dots ,X_{n}}  variables aleatòries independents totes amb distribució uniforme en l'interval [0,1], com a l'exemple 1, amb funció de densitat {\displaystyle f(x)={\begin{cases}1,&{\text{si}}\ x\in [0,1],\\\\0,&{\text{altrament}}.\end{cases}}}La distribució de {\displaystyle S_{n}=X_{1}+\dots +X_{n}} s'anomena distribució d'Irwin-Hall que té densitat  donada per  {\displaystyle f^{*n}} , que val {\displaystyle f^{*n}(x)={\begin{cases}{\displaystyle {\frac {1}{(n-1)!}}\sum _{j=0}^{n}(-1)^{j}{n \choose j}(x-j)_{+}^{n-1}},&{\text{si}}\ x\in [0,n],\\\\0,&{\text{altrament,}}\end{cases}}}
on, per a un nombre real {\displaystyle r} i un nombre natural {\displaystyle m} ,{\displaystyle (r)_{+}^{m}={\begin{cases}r^{m},&{\text{si}}\ r>0,\\0,&{\text{si}}\ r\leq 0.\end{cases}}}

### Convolució discreta
Considerem dues distribucions de probabilitat sobre els nombres naturals (zero inclòs) donades per les funcions de probabilitat (o de repartiment de massa)  {\displaystyle p_{1}} i  {\displaystyle p_{2}}, això es, {\displaystyle p_{1},p_{2}:\mathbb {N} \to [0,1]} , tals que {\displaystyle \sum _{n=0}^{\infty }p_{1}(n)=\sum _{n=0}^{\infty }p_{2}(n)=1}. Aleshores es defineix la seva convolució  per {\displaystyle p_{1}*p_{2}(n)=p_{1}(0)\,p_{2}(n)+p_{1}(1)\,p_{2}(n-1)+\cdots +p_{1}(n)\,p_{2}(0)=\sum _{k=0}^{\infty }p_{1}(k)p_{2}(n-k)=\sum _{k=0}^{\infty }p_{2}(k)p_{1}(n-k).\qquad (2)}
Exemple 3. Siguin   {\displaystyle p_{1}} i  {\displaystyle p_{2}} dues funcions de probabilitat iguals corresponents a una distribució uniforme en el conjunt  {\displaystyle \{1,2,\dots ,6\}}: {\displaystyle p_{1}(1)=\cdots =p_{2}(6)={\frac {1}{6}}.}Aleshores {\displaystyle p_{1}*p_{2}} està concentrada en el conjunt {\displaystyle \{2,3,\dots ,12\}}  amb probabilitats:{\displaystyle p_{1}*p_{2}(2)=\sum _{k=1}^{6}p_{1}(k)\,p_{2}(2-k)=p_{1}(1)\,p_{2}(1)={\frac {1}{36}}.}{\displaystyle p_{1}*p_{2}(3)=\sum _{k=1}^{6}p_{1}(k)\,p_{2}(3-k)=p_{1}(2)\,p_{2}(1)+p_{1}(1)\,p_{2}(2)={\frac {2}{36}}={\frac {1}{18}}.}De manera similar es completa la taula:
| {\displaystyle n}              | 2                               | 3                               | 4                               | 5                              | 6                               | 7                              | 8                               | 9                              | 10                              | 11                              | 12                              |
| {\displaystyle p_{1}*p_{2}(n)} | {\displaystyle {\frac {1}{36}}} | {\displaystyle {\frac {1}{18}}} | {\displaystyle {\frac {1}{12}}} | {\displaystyle {\frac {1}{9}}} | {\displaystyle {\frac {5}{36}}} | {\displaystyle {\frac {1}{6}}} | {\displaystyle {\frac {5}{36}}} | {\displaystyle {\frac {1}{9}}} | {\displaystyle {\frac {1}{12}}} | {\displaystyle {\frac {1}{18}}} | {\displaystyle {\frac {1}{36}}} |

Observacions.
1. La definició de convolució discreta es pot estendre a distribucions de probabilitat sobre els nombres enters: en aquest cas, les distribucions de probabilitat estaran donades per les funcions de probabilitat {\displaystyle p_{1},p_{2}:\mathbb {Z} \to [0,1]} , tals que {\displaystyle \sum _{n=-\infty }^{\infty }p_{1}(n)=\sum _{n=-\infty }^{\infty }p_{2}(n)=1}. Llavors{\displaystyle p_{1}*p_{2}(n)=\sum _{k=-\infty }^{\infty }p_{1}(n-k)p_{2}(k)=\sum _{k=-\infty }^{\infty }p_{2}(n-k)p_{1}(k),\ n\in \mathbb {Z} .}
2. En general, si considerem dues successions de nombres  {\displaystyle {\boldsymbol {a}}=(a_{0},a_{1},\dots )} i {\displaystyle {\boldsymbol {b}}=(b_{0},b_{1},\dots )},  sigui   {\displaystyle c_{n}=a_{0}b_{n}+a_{1}b_{n-1}+\cdots a_{n}b_{0}=\sum _{j=0}^{n}a_{j}b_{n-j},\quad n=0,1,\dots } Aleshores es diu que la successió {\displaystyle {\boldsymbol {c}}=(c_{0},c_{1},\dots )}  és la convolució   de les successions[2] {\displaystyle {\boldsymbol {a}}} i {\displaystyle {\boldsymbol {b}}}  i s'escriu{\displaystyle {\boldsymbol {c}}={\boldsymbol {a}}*{\boldsymbol {b}}.}

Com en els  cas de variables aleatòries amb densitat tenim  
Propietat. Siguin  {\displaystyle X} i {\displaystyle Y} dues variables aleatòries independents que només prenen valors enters, amb funcions de probabilitat {\displaystyle p_{X}}  i {\displaystyle p_{Y}}  respectivament. Aleshores la variable aleatòria {\displaystyle X+Y} té funció de probabilitat {\displaystyle p_{X}*p_{Y}}.
Continuació de l'Exemple 3. Tirem dos daus i siguin {\displaystyle X} i {\displaystyle Y} el resultat que surt. Evidentment, {\displaystyle X} i {\displaystyle Y} són independents. Llavors, la funció de probabilitat de {\displaystyle X+Y}  serà la que hem vist a l'Exemple 3.

## Definició general
En aquest apartat donarem la definició general de convolució de distribucions de probabilitat; més endavant recuperarem els dos casos particulars anteriors, i veurem també la definició en termes de funcions de distribució. Cal remarcar que es pot definir la convolució de dues mesures a {\displaystyle (\mathbb {R} ,{\mathcal {B}}(\mathbb {R} ))} que no cal que siguin probabilitats; vegeu, per exemple, Schilling , però en aquest article ens limitarem al cas de probabilitats.
Recordem que una distribució de probabilitat {\displaystyle P}  a {\displaystyle \mathbb {R} } és una mesura de probabilitat a l'espai mesurable  {\displaystyle (\mathbb {R} ,{\mathcal {B}}(\mathbb {R} ))}, on {\displaystyle {\mathcal {B}}(\mathbb {R} )}  és la {\displaystyle \sigma } -àlgebra de Borel sobre {\displaystyle \mathbb {R} }, és a dir,   {\displaystyle P:{\mathcal {B}}(\mathbb {R} )\to [0,1]} , tal que {\displaystyle P(\mathbb {R} )=1}  i és {\displaystyle \sigma }-additiva: Si {\displaystyle A_{1},A_{2}\dots \in {\mathcal {B}}(\mathbb {R} )} són disjunts dos a dos, {\displaystyle A_{i}\cap A_{j}=\emptyset } , si {\displaystyle i\neq j} , aleshores{\displaystyle P{\Big (}\bigcup _{n=1}^{\infty }A_{n}{\Big )}=\sum _{n=1}^{\infty }P(A_{n}).}
Definició.  Donades dues distribucions de probabilitat a {\displaystyle \mathbb {R} }, {\displaystyle P_{1}} i  {\displaystyle P_{2}}, la seva convolució o producte de convolució  és la distribució de probabilitat  a {\displaystyle \mathbb {R} }  definida per {\displaystyle P_{1}*P_{2}(A)=\int _{\mathbb {R} }P_{1}(A-x)\,dP_{2}(x)=\int _{\mathbb {R} }P_{2}(A-x)\,dP_{1}(x),\quad A\in {\mathcal {B}}(\mathbb {R} ),\qquad \qquad (3)}on{\displaystyle A-x=\{a-x,\,a\in A\}.}
De manera, equivalent  , {\displaystyle P_{1}*P_{2}(A)=\iint _{\mathbb {R} ^{2}}{\boldsymbol {1}}_{A}(x+y)\,dP_{1}(x)\,dP_{2}(y),\qquad \qquad (4)}
on{\displaystyle {\boldsymbol {1}}_{C}(z)={\begin{cases}1,&{\text{si }}z\in C,\\0,&{\text{en cas contrari}},\end{cases}}}
és la funció indicador d'un conjunt {\displaystyle C}.
La convolució com a mesura imatge de la funció suma. D'altra banda, de (4) es dedueix que  {\displaystyle P_{1}*P_{2}}   és la mesura imatge de la mesura producte  {\displaystyle P_{1}\times P_{2}} per la funció suma {\displaystyle S(x,y)=x+y}. Vegeu les definicions i notacions de la mesura producte a la pàgina Teorema de Fubini.
Integració respecte d'una convolució. Sigui {\displaystyle h:\mathbb {R} \to \mathbb {R} } una funció mesurable, positiva o integrable respecte   {\displaystyle P_{1}*P_{2}}. Aleshores, de la propietat anterior i  del teorema de la mesura imatge, {\displaystyle \int _{\mathbb {R} }h\,d(P_{1}*P_{2})=\int _{\mathbb {R} ^{2}}h(x+y)\,d(P_{1}\times P_{2})(x,y)=\iint _{\mathbb {R} ^{2}}h(x+y)\,dP_{1}(x)\,dP_{2}(y).\qquad \qquad (5)}
Propietat fonamental: Convolució i suma de variables aleatòries independents.
Sigui {\displaystyle (\Omega ,{\mathcal {A}},\mathbb {P} )} un espai de probabilitat. Donada una variable aleatòria {\displaystyle Z}, la seva distribució {\displaystyle P_{Z}} és la distribució de probabilitat a {\displaystyle \mathbb {R} } definida per {\displaystyle P_{Z}(A)=\mathbb {P} {\big (}\{Z\in A\}{\big )},\quad A\in {\mathcal {B}}(\mathbb {R} ).}
Propietat. Siguin {\displaystyle X} i {\displaystyle Y} dues variables aleatòries independents. Aleshores {\displaystyle P_{X+Y}=P_{X}*P_{Y}.}
Observació. Donada una distribució de probabilitat {\displaystyle P}, sempre es pot construir un espai de probabilitat i una variable aleatòria {\displaystyle X} tal que  {\displaystyle P=P_{X}} . Això permet definir la convolució a partir de la suma de variables independents .
La convolució és commutativa i associativa {\displaystyle P_{1}*P_{2}=P_{2}*P_{1}\quad {\text{i}}\quad (P_{1}*P_{2})*P_{3}=P_{1}*(P_{2}*P_{3}).}Com en el cas de les funcions de densitat, es defineix la potència enèsima de convolució de {\displaystyle P} per {\displaystyle P^{*n}=P*\cdots *P.}Convolució i funcions característiques. Recordem que la funció característica d'una distribució de probabilitat  {\displaystyle P} és la funció {\displaystyle \varphi _{P}:\mathbb {R} \to \mathbb {C} } definida per {\displaystyle \varphi _{P}(t)=\int _{\mathbb {R} }e^{itx}\,dP(x),\quad t\in \mathbb {R} .}Una propietat molt important de la convolució és que la funció característica d'una convolució és el producte de les funcions característiques:{\displaystyle \varphi _{P_{1}*P_{2}}(t)=\varphi _{P_{1}}(t)\,\varphi _{P_{2}}(t),\quad {\text{per a qualsevol }}t\in \mathbb {R} .}Aquesta propietat es deriva directament de (5).

### Relacions amb les altres nocions de convolució
Convolució de funcions de densitat.
Si les distribucions de probabilitat {\displaystyle P_{1}} i {\displaystyle P_{2}}  tenen funcions de densitat {\displaystyle f_{1}}  i {\displaystyle f_{2}}  respectivament, aleshores {\displaystyle P_{1}*P_{2}}  té funció de densitat {\displaystyle f_{1}*f_{2}} , és a dir, {\displaystyle P_{1}*P_{2}(A)=\int _{A}f_{1}*f_{2}(v)\,dv,\ {\text{per a qualsevol}}\ A\in {\mathcal {B}}(\mathbb {R} ).}
Convolució discreta
Suposem que les distribucions de probabilitat  {\displaystyle P_{1}} i {\displaystyle P_{2}} estiguin concentrades en els nombres naturals, amb funcions de probabilitat respectives {\displaystyle p_{1}} i {\displaystyle p_{1}}, això és, {\displaystyle P_{1}(\{n\})=P_{1}(n)\quad {\text{i}}\quad P_{2}(\{n\})=p_{2}(n),\quad n\in \mathbb {N} .}Aleshores la funció de probabilitat de {\displaystyle P_{1}*P_{2}} és {\displaystyle p_{1}*p_{2}} donada a (2).

### Convolució d'una funció de densitat i una distribució
Definició.  Donada una funció de densitat {\displaystyle f_{1}} i una distribució de probabilitat {\displaystyle P_{2}} es defineix la convolució {\displaystyle f_{1}*P_{2}} per {\displaystyle f_{1}*P_{2}(x)=\int _{\mathbb {R} }f_{1}(x-y)\,dP_{2}(y).}
Propietat. Suposem que la distribució de probabilitat {\displaystyle P_{1}} té funció de densitat {\displaystyle f_{1}} i sigui  {\displaystyle P_{2}} una altra distribució de probabilitat. Aleshores {\displaystyle P_{1}*P_{2}} té funció de densitat {\displaystyle f_{1}*P_{2}}. És a dir, {\displaystyle P_{1}*P_{2}(A)=\int _{A}(f_{1}*P_{2})(x)\,dx,\quad A\in \mathbb {B} (\mathbb {R} ).}Exemple 4. Sigui {\displaystyle P_{1}} una distribució uniforme (contínua) en l'interval [0,1] (vegeu l'Exemple 1 més amunt), i {\displaystyle P_{2}}   una distribució uniforme (discreta) en el conjunt {\displaystyle \{0,1\}} . Aleshores {\displaystyle P_{1}*P_{2}} té una densitat donada per {\displaystyle f_{1}*P_{2}(x)=\int _{-\infty }^{\infty }f_{1}(x-y)\,dP_{2}(y)={\frac {1}{2}}f_{1}(x)+{\frac {1}{2}}f_{1}(x-1)={\begin{cases}{\frac {1}{2}},&{\text{si}}\ x\in [0,2]\\0,&{\text{altrament}}.\end{cases}}}Per tant, es tracta d'una distribució uniforme  (contínua) en [0,2]. Des del punt de vista probabilístic, si {\displaystyle X} té una distribució uniforme en [0,1] i {\displaystyle Y} una distribució uniforme discreta en  {\displaystyle \{0,1\}}, i són independents, aleshores la funció de distribució de {\displaystyle X+Y} és{\displaystyle F_{X+Y}(t)=\mathbb {P} (X+Y\leq t)={\frac {1}{2}}\,\mathbb {P} (X+Y\leq t\,\vert \,Y=0)+{\frac {1}{2}}\,\mathbb {P} (X+Y\leq t\,\vert \,Y=1)={\frac {1}{2}}\,\mathbb {P} (X\leq t)+{\frac {1}{2}}\,\mathbb {P} (X+1\leq t).}
Llavors,
- Si {\displaystyle t<0}, {\displaystyle F_{X+Y}(t)=0}.
- Si {\displaystyle t\in [0,1]},  {\displaystyle F_{X+Y}(t)={\frac {1}{2}}\,t}.
- Si {\displaystyle t\in [1,2]}, llavors {\displaystyle F_{X+Y}(t)={\frac {1}{2}}(t-1)+{\frac {1}{2}}={\frac {1}{2}}\,t.}
- Si {\displaystyle x>2}, {\displaystyle F_{X+Y}(t)=1}.

Que és la funció de distribució d'una distribució uniforme en l'interval [0,2].
Més generalment, tenim la següent propietat
Propietats de suavització . Sigui {\displaystyle P_{1}} una distribució de probabilitat  amb funció de densitat {\displaystyle f_{1}} i  {\displaystyle P_{2}} una altra distribució de probabilitat. Suposem que {\displaystyle f_{1}} és {\displaystyle n} vegades diferenciable i {\displaystyle \vert f_{1}^{(j)}(x)\vert <C_{j},\ \forall x\in \mathbb {R} ,\ j=1,\dots ,n.}Aleshores la densitat de {\displaystyle P_{1}*P_{2}}, que d'acord amb la propietat anterior és {\displaystyle f_{1}*P_{2}},  és {\displaystyle n-1} vegades diferenciable i compleix 
{\displaystyle \vert (f_{1}*P_{2})^{(j)}(x)\vert <C_{j},\,\forall x\in \mathbb {R} ,\ j=1,\dots ,n-1,}i si la derivada d'ordre {\displaystyle n} també existeix, llavors{\displaystyle \vert (f_{1}*P_{2})^{(n)}(x)\vert <C_{n},\,\forall x\in \mathbb {R} .}

### Convolució de funcions de distribució
Hi ha una correspondència bijectiva entre les distribucions de probabilitat i les funcions de distribució. No és estrany que hi hagi autors que prefereixin definir la convolució mitjançant funcions de distribució. La correspondència a la que ens referíem és la següent: Si {\displaystyle F} és una funció de distribució, defineix una distribució de probabilitat per la fórmula 
{\displaystyle P{\big (}(a,b]{\big )}=F(b)-F(a),\quad {\text{per a qualsevols }}a\leq b.}Recíprocament, donada una distribució de probabilitat {\displaystyle P} a  {\displaystyle \mathbb {R} }, es defineix una funció de distribució{\displaystyle F} mitjançant 
{\displaystyle F(x)=P{\big (}(-\infty ,x]{\big )},\quad x\in \mathbb {R} .}Sigui {\displaystyle F} una funció de distribució  corresponent a una distribució de probabilitat {\displaystyle P} i {\displaystyle h:\mathbb {R} \to \mathbb {R} }  una funció mesurable positiva o {\displaystyle P}-integrable. Aleshores es denota la integral de Lebesgue-Stieltjes de {\displaystyle h} respecte de {\displaystyle F} per{\displaystyle \int _{-\infty }^{\infty }h(x)\,dF(x),} i tenim que{\displaystyle \int _{-\infty }^{\infty }h(x)\,dF(x)=\int _{\mathbb {R} }h(x)\,dP(x).}Definició.   Donades dues funcions de distribució {\displaystyle F_{1}} i {\displaystyle F_{2}} es defineix la seva convolució per{\displaystyle F_{1}*F_{2}(x)=\int _{-\infty }^{\infty }F_{1}(x-y)\,dF_{2}(y)=\int _{-\infty }^{\infty }F_{2}(x-y)\,dF_{1}(y).}Òbviament, tenim que si {\displaystyle F_{1}} i {\displaystyle F_{2}} són les funcions de distribució de  {\displaystyle P_{1}} i  {\displaystyle P_{2}} respectivament, aleshores {\displaystyle F_{1}*F_{2}}  és la funció de distribució de {\displaystyle P_{1}*P_{2}}. És a dir, per a qualsevol {\displaystyle t\in \mathbb {R} },
{\displaystyle F_{1}*F_{2}(t)=P_{1}*P_{2}{\big (}(-\infty ,t]{\big )}.}

### Convolució d'una funció de densitat i una funció de distribució
Definició. Sigui {\displaystyle f_{1}} una funció de densitat  i  {\displaystyle F_{2}} una funció de distribució. Es defineix la convolució {\displaystyle f_{1}*F_{2}} per  {\displaystyle f_{1}*F_{2}(x)=\int _{-\infty }^{\infty }f_{1}(x-y)\,dF_{2}(y).}
Naturalment, com en la situació anterior, si  {\displaystyle F_{1}} i {\displaystyle F_{1}} són dues funcions de distribució i {\displaystyle F_{1}} té densitat {\displaystyle f_{1}}, aleshores {\displaystyle F_{1}*F_{2}} té densitat {\displaystyle f_{1}*F_{2}}.

Comentari. Tal com diu Hoffmann-Jorgensen , és inconsistent utilitzar el mateix símbol {\displaystyle *} per diferents convolucions, però aquesta és la tradició.

## Convolució en el cas multidimensional
La convolució de dues distribucions de probabilitat a {\displaystyle \mathbb {R} ^{n}} es defineix exactament igual com en el cas unidimensional, vegeu  per  a les propietats i les seves demostracions.